# Ceracis curtus
Ceracis curtus är en skalbaggsart som först beskrevs av Mellié 1848.  Ceracis curtus ingår i släktet Ceracis och familjen trädsvampborrare. Inga underarter finns listade i Catalogue of Life.